# Inorganic Chemistry
Inorganic Chemistry è una rivista accademica che si occupa di chimica inorganica.
Nel 2014 il fattore di impatto della rivista era di 4,762.